# 小松海軍航空隊
小松海軍航空隊（こまつかいぐんこうくうたい）は、日本海軍の部隊・教育機関の一つ。一挙に増加した予科練甲飛第13・14期の生徒を教育するために新設された予科練教育航空隊である。小松海軍航空隊は特に陸上攻撃機・陸上爆撃機要員の育成に特化した部隊として編成された。

## 沿革
海軍は航空戦力の急速な拡大を図るため、予科練12期より定数を急増した。昭和18年に募集した甲種第13期は、前後期合わせて20000人を超えた。旧来の土浦海軍航空隊・三重海軍航空隊・鹿児島海軍航空隊だけでは収容が不可能であった。そこで、新たな予科練航空隊を併設することとした。その一つとして、昭和18年より石川県小松市に建設を進めていた小松飛行場に教育施設を併設した。飛行場の施設は未完成であったが、教育施設を先に落成させ、他の予科練部隊から陸攻専修を転属させ、小松空が開かれた。
- 1944年（昭和19年）
  - 9月1日 - 開隊。練習連合航空総隊第19連合航空隊に所属。三重空奈良分遣隊甲飛14期陸攻要員転入。
  - 9月8日 - 美保海軍航空隊甲飛14期陸攻要員転入。
  - 10月1日 - 甲飛15期入隊。
  - 11月頃 - 小松飛行場の滑走路落成。実戦配備開始。
  - 12月頃 - 名古屋市への空襲開始。豊橋飛行場に邀撃部隊を展開するため豊橋海軍航空隊所属訓練部隊の小松疎開開始。
- 1945年（昭和20年）
  - 3月1日 - 予科練教育凍結。19連空解散、舞鶴鎮守府第23連合航空隊に編入。
  - 5月5日 - 山陰海軍航空隊を新設、小松に司令部を設置。
  - 6月30日 - 解隊。

甲飛14期・15期は卒業を迎えることなく、陸戦・特攻要員に転属を余儀なくされた。受け皿となる陸攻訓練部隊も松島海軍航空隊と豊橋海軍航空隊の2個隊に縮減されている上に、搭乗機となる一式陸上攻撃機や銀河の生産も大きく落ち込んでいたため、本土決戦用温存機の疎開施設機能が最優先され、陸攻要員専属に特化した小松空も特性を勘案されることなく解散した。

## 戦後の小松飛行場
日本海を挟んでソビエト連邦と対峙する飛行場であることから、進駐した米軍はレーダー基地を設置した。昭和33年に返還されるが、いち早く昭和30年に大阪－小松間の不定期民間航路が開かれている。昭和36年に航空自衛隊小松基地が設置され、共用飛行場となった。ボーイング747級の大型機の離着陸が可能な上に、嵩上げ工事によって貨物機の受入れも整っており、民間航空にとって重要な飛行場となっている。一方、ソ連・ロシアや朝鮮民主主義人民共和国を想定した空自の重要基地でもあり、領空侵犯に対する緊急発進も行われている。

## 主要機種
教育訓練部隊のため、航空機の配属はない。

## 歴代司令
- 不詳（昭和19年9月1日-昭和20年6月30日解隊）